# 北溪 (斯德哥爾摩)

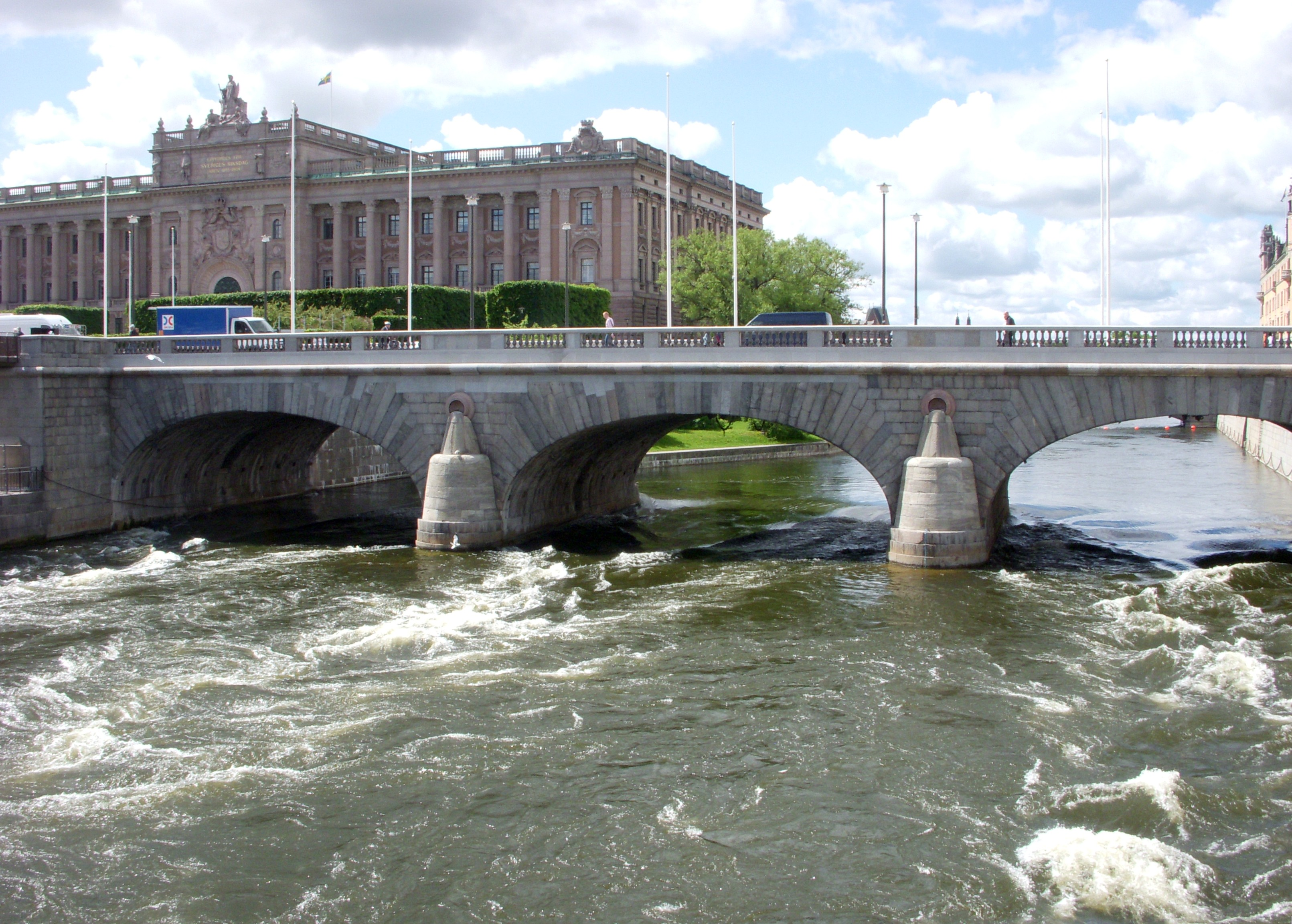

北溪（瑞典語：Norrström）是瑞典的河流，發源自梅拉倫湖，流經首都斯德哥爾摩市中心，並與南溪一起流經斯德哥爾摩市中心的中央橋下方，最終注入波羅的海，流域面積22,650平方公里，平均流量每秒166立方米，該河有大西洋鮭出沒。
59°19′43.01″N 18°4′16.71″E / 59.3286139°N 18.0713083°E